# 中央人民广播电台
中央人民广播电台（英語：China National Radio），一般简称央广和中央台，是中华人民共和国国家级广播电台之一。开播于1940年12月30日，是中国最重要的、最具有影响力的传媒之一，2018年起隸屬於中央广播电视总台。
中央人民广播电台的英语名称中，的前名为，并于2002年经中华人民共和国国家广播电影电视总局批准其改为现名。
中央人民广播电台是中华人民共和国覆盖全国的广播电台，在中国拥有听众超过7亿，是世界上拥有国内听众最多的广播电台，现办有17套无线广播频道，全天累计播音324小时。拥有“中国广播网”（央广网）、“中国民族广播网”、“你好台湾网”、“云听”等网站，另外开设1套数字电视频道。此外，还主办了《中国广播》杂志、《中国广播报》等平面媒体，设有中国广播音像出版社等机构。

## 历史

### 新华广播电台
中央人民广播电台的前身是1940年12月30日在延安诞生的延安新华广播电台。
1947年3月11日，中华民国国军飞机对延安狂轰滥炸，延安新华广播电台一直坚持播音到14日中午。14日晚上，延安新华广播电台开始在陕北瓦窑堡好坪沟的观音庙播音。20日晚，延安新华广播电台改名为陕北新华广播电台。28日晚，陕北新华广播电台在播出了青化砭大捷的消息后，连夜离开好坪沟，这是第一次转移。其后又转移到邯郸等地。
1949年3月25日，陕北新华广播电台开始在北平播音，并改名为“北平新华广播电台”。
1949年9月27日，因應北平改為北京，“北平新華廣播電台”改名为“北京新華廣播電台”。

### 建国初期

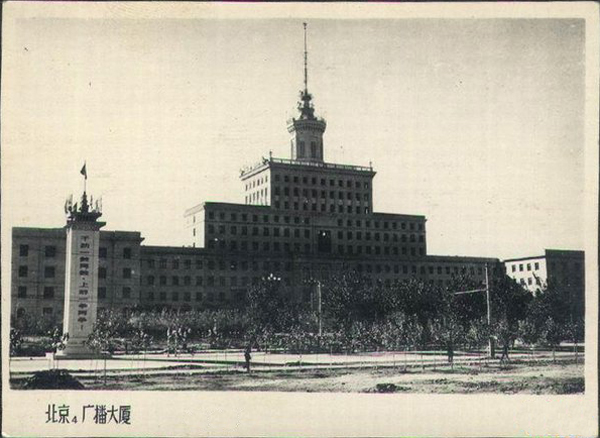
1959年的北京广播大厦

1949年10月1日，北京新華廣播電台在天安門廣場向全國現場直播中华人民共和国开国大典實況。同年12月5日，经中共中央批准，北京新华广播电台（第一台）定名为“中央人民广播电台”，成为中国国家广播电台。
1950年4月，中央人民政府新闻总署规定了广播宣传的三项任务：发布新闻、传达政令，社会教育，文化娱乐。同时，发布了《关于建立广播收音网的决定》，使各地基层干部和群众收听中央人民广播电台的节目有了一定保证。4月10日，中央人民广播电台分拆内、对外广播节目，对外广播使用“北京广播电台”呼号，并以越南语、缅甸语、泰语、印尼语、鲜语五种外语广播，开办以粤语、闽南话、潮汕话、客家话播音的对东南亚华侨的广播。对内广播中启用《东方红》（开头两小节的编钟版本）作为广播开始曲，开办首个新闻专题节目《首都报纸摘要》（后改名为《新闻和报纸摘要》）。1951年5月1日，全国性新闻广播节目《全国各地人民广播电台联播》（后更名为《全国新闻联播》）开播，并开办对解放军广播的《部队节目》（后更名《军事生活》，1999年更名为《国防时空》）、以中小学生为对象的《对少年儿童广播节目》（后更名《星星火炬》，2004年停播）。
1950年5月22日，中央人民广播电台首个少数民族语言广播节目——藏语广播节目正式播音。同年8月15日，蒙古语节目正式播音。此后，又陆续开办了鲜语、维吾尔语、壮语广播节目。
1951年5月，新中国成立后的第一次全国性体育比赛篮球、排球比赛大会举办。中央人民广播电台向全国广播比赛实况，这也是新中国广播史上第一次通过广播方式转播体育比赛实况。同年11月24日，中华全国体育总会公布推行第一套广播体操；12月1日起，中央台和地方台开办《广播体操》节目，播送专门为这套体操配制的乐曲、口令。此后相当长的一段时间，《广播体操》作为一个固定节目，每天播放两次。1954年-1967年间先后播放了第二套、第三套、第四套、第五套、第六套广播体操的乐曲和口令，此后一段时间里《广播体操》在中央台的播出不固定。
1954年8月15日，中央人民广播电台开始对台湾广播；1982年10月开播对台湾广播第二套节目，即现今的台海之声和神州之声。
1955年3月8日，北京人民广播电台并入中央人民广播电台，成为中央人民广播电台的对首都广播部，但仍保留原呼号。同年4月，开办农村节目《对农村广播》，同年开播中央人民广播电台第一档体育节目《体育谈话》。1956年9月，增办对学龄前儿童广播节目《小喇叭》。1961年1月1日，北京台重新独立建台。
1958年，中央人民广播电台开始在上海试播调频广播，频率为FM 67.8MHz，是次为中国大陆首次调频广播实验。
1958年9月，位于北京复兴门外的中央广播大厦建成，中央人民广播电台和广播事业管理局迁入办公。该大楼目前属于国家广播电视总局。
1960年12月起，中央人民广播电台停播民族语言广播节目，1961年4月 ，中央人民广播电台和北京电视台（今中央电视台）同步转播中国第一次举办的世界性体育比赛——第二十六届世界乒乓球锦标赛。
1970年，西安秦岭光头山发射站落成启用，开始通过FM 96.4MHz转播中央人民广播电台第一套节目。
1971年5月至1973年1月，中央人民广播电台陆续恢复民族语言广播节目，同时开办了哈萨克语广播。
1974年10月起，中央人民广播电台开始使用调频广播。
1976年7月5日，原用中央人民广播电台呼号的对东南亚华侨广播的普通话及四种方言节目改用“北京广播电台”呼号。
1976年6月24日，中央人民广播电台与中央电视台合办的《广播电视节目报》创刊，同年10月21-27日，中央人民广播电台、北京广播电台、北京电视台连续向国内外报道首都和全国各地庆祝粉碎“四人帮”篡党夺权的集会、游行活动。
1978年5月1日，中央人民广播电台对海外广播（北京广播电台）脱离中央台序列，独立分拆并成立“中华人民共和国国际广播电台”（即现在的中国国际广播电台）。

### 改革开放后

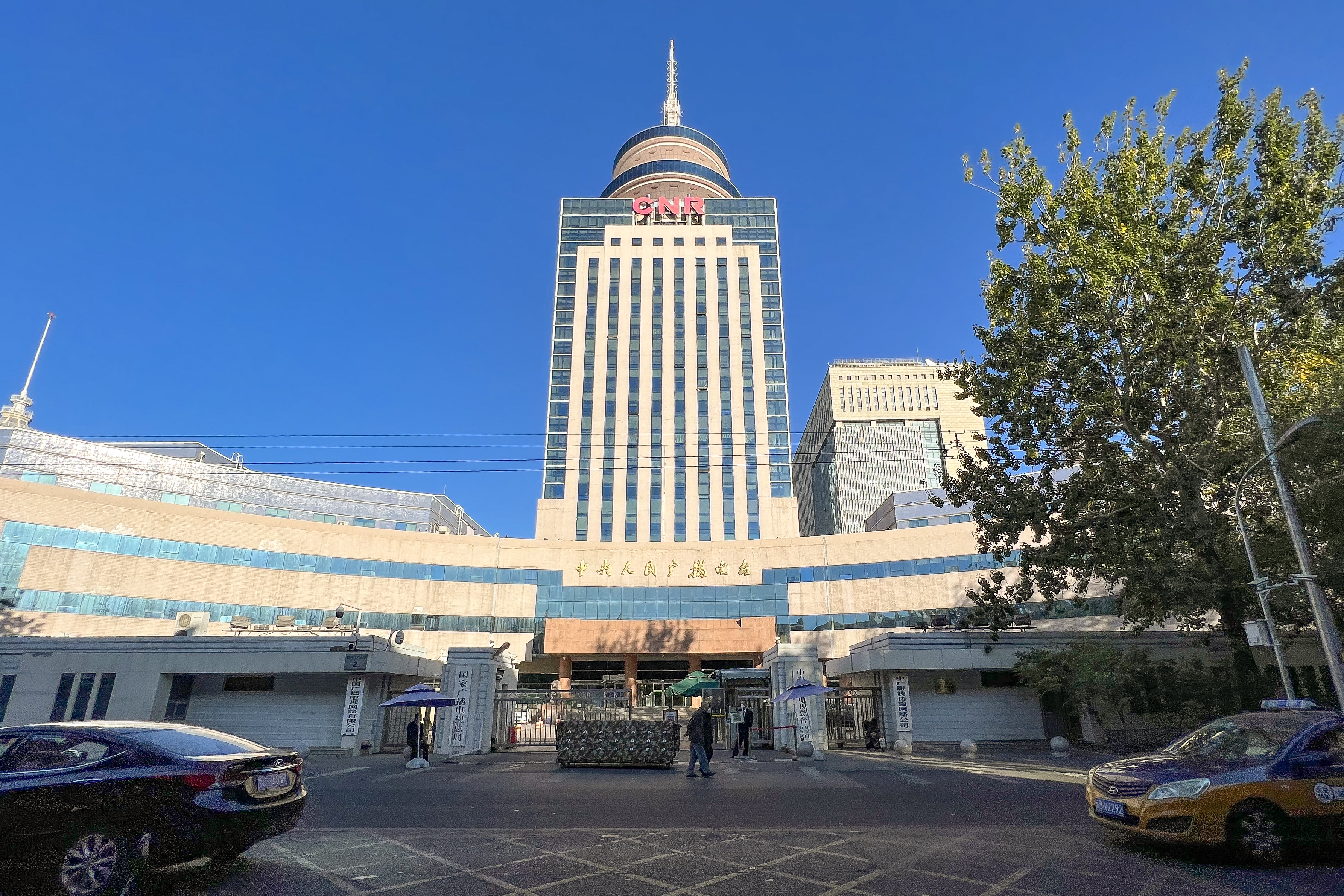
位于北京市复兴门外大街的原中央人民广播电台挂牌处，现为中央广播电视总台复兴门办公区。

1978年12月23日，中央人民广播电台、中国国际广播电台，中央电视台向国内外播出了具有历史意义的中共十一届三中全会公报。
1980年1月1日，中央人民广播电台播出了自改革开放以来的第一条商业广告；同年5月5日，中央人民广播电台第三套节目开始以调频立体声节目形式恢复播出，同年12月23日起，经中共中央宣传部批准，中央广播事业局发布人民广播事业成立纪念日确定为1940年12月30日的通知。
1981年1月3日，中央人民广播电台主办的《广播节目报》创刊，同月中央人民广播电台和各省、自治区、直辖市广播电台举办首次“全国广播剧展播月”。
1983年下半年，中央人民广播电台开始播音前播放的调谐信号由编钟演奏的《东方红》前两小节调整为编钟演奏的《义勇军进行曲》的前六小节，并继续使用由夏青配音的“中央人民广播电台”呼号并使用至今。目前，夏青配音的“中央人民广播电台”台呼只有中央人民广播电台经济之声仍在使用，其他频率在进入21世纪以后便已经停用。
1985年2月23日，第三套节目开始以全立体声形式播出。同年《广播节目报》更名《广播之友》，1986年起再度更名为《中国广播报》。
1988年7月4日起，中央人民广播电台第一套、二套节目原有的逢整点或半点播出的《新闻》与《简明新闻》节目合并为《新闻》节目，1992年起在第一套节目加设《全天要闻简报》。
1992年，中央人民广播电台开播面向珠江三角洲地区的广播频率。
1994年6月18日，中央人民广播电台面向珠江三角洲的广播频率更名为“中央人民广播电台华夏之声”。同年10月1日，中央人民广播电台改版，第一套、二套、三套增加或调整了多个节目。
1997年6月30日至7月1日期间，中央人民广播电台播出香港回归特别节目《百年长梦今宵圆》。
1998年7月起，中央人民广播电台逐步迁入位于复兴门外大街的新办公区，同年8月13日，中央人民广播电台注册域名www.cnradio.com，为日后开办官方网站做好准备。
1999年2月26日凌晨，中央人民广播电台的播控迁入新的复兴门办公区。同年8月1日起，中央人民广播电台开播面向北京地区的调频101.8兆赫频率，以民族语言节目为主，普通话节目为铺。同年12月19日-20日期间，中央人民广播电台播出澳门回归特别节目《濠江欢歌动九州》。
2000年4月10日，中央人民广播电台官方网站开通，同年12月25日起，中央人民广播电台第八套节目开播，以民族语言节目为主。
2001年5月18日，中央人民广播电台面向台湾地区的网站《你好台湾》正式开通。
2001年12月1日，中央人民广播电台2002年工作务虚会在北京通州召开，会议提出了“频率专业化、管理频率化”的总体改革思路。第二套节目、第三套节目、第七套节目“华夏之声”率先开始了改版工作。
2002年10月28日、11月18日、12月2日，第三套节目、第二套节目、第七套节目“华夏之声”相继改版，第二套、三套在这次改版后更名为“中央人民广播电台经济之声”、“中央人民广播电台音乐之声”。
2003年6月16日早上5:55分起，第四套节目改版并更名为“中央人民广播电台都市之声”，新的都市之声沿用调频101.8兆赫对北京地区广播，全天播音19小时，同年10月1日起，第七套节目“华夏之声”分拆成普通话频率和双语（普通话+粤语）频率。同年12月1日起，中央人民广播电台经济之声第二次大改版，改版后的经济之声向专业财经广播看齐。12月8日起，中央人民广播电台音乐之声第二次改版，在原有节目基础上加设假日版节目。12月29日、31日起，第五套、六套、八套节目陆续改版并更名为“中央人民广播电台中华之声”、“中央人民广播电台神州之声”、“中央人民广播电台民族之声”。
2004年1月1日清晨3:55分起，中央人民广播电台第一套节目改版并更名为“中央人民广播电台中国之声”，采用古曲《梅花三弄》作为频率ID。同年8月18日清晨5:55分起，中央人民广播电台面向北京地区的广播频率“中央人民广播电台文艺之声”开播，使用中波747千赫。同年11月28日，中央人民广播电台第一条电视频道“家庭健康”开播（2012年-2019年更名“央广健康”）。
2005年7月28日，中央人民广播电台的网络电台“银河台开播”，主打集娱乐、资讯、知识、情感、教育节目为一体的网络时尚元素旗舰。节目制作完全区别于传统媒体的模式，内容、形态、风格、理念等方面均立足于网络特点，符合网络文化传播规律。为突出网络传播的贴近性，也对青少年受众的文化生活习惯专门打造娱乐节目。
2006年9月28日起，中央人民广播电台文艺之声加设调频106.6兆赫面向北京地区播音。
2007年12月24日起，中央人民广播电台中国之声开始24小时播出。
2008年8月4日至8月25日，中央人民广播电台开播以服务2008年北京奥运会为主的频率“中央人民广播电台奥运之声”，使用中波1053千赫对北京播音，8月25日起，中国之声开始试行新时间表，向新闻类频率看齐。随着2008年金融危机的爆发，经济之声对节目内容小幅调整。
2009年1月1日清晨3:55分起，面向北京地区的广播频率“中央人民广播电台老年之声”开播，使用原奥运之声的中波1053千赫播音。同年3月1日起，民族之声的藏语节目独立成一套频率“中央人民广播电台藏语广播”，同年3月13日起，中央人民广播电台和交通运输部签署战略合作协议，签署后中央人民广播电台中国之声每天播放4节合办的交通信息类栏目，中国广播网开始提供和交通运输部网站直接对接的最新公路气象、路况及水上交通信息。同年10月28日起开播“中央人民广播电台娱乐广播”，通过中波747千赫对北京广播。
2010年4月28日起，中央人民广播电台启用全新品牌标识，新标识以中央人民广播电台英文缩写“CNR”为创作元素，设计灵感来源于中国传统宫殿建筑的梁柱，颜色为大气庄重的中国红。同年6月，中央人民广播电台与QVC合作，开播第二套电视频道“央广购物”，同年11月17日起，民族之声的维吾尔语广播节目独立出一套全新的广播频率“中央人民广播电台维吾尔语广播”。同年12月16日起，中央人民广播电台经济之声改版并开始24小时播出，同年12月26日，时任国务院总理温家宝来到中央人民广播电台，作为第一位国家总理级“特别嘉宾”参与直播了中国之声特别节目《重返灾区——中国之声温暖行动》，亲自主持了纪念中国人民广播事业暨中央人民广播电台70周年座谈会，发表重要讲话并和座谈会嘉宾合影留念。
2011年11月7日起，“中央人民广播电台香港之声”开播，同日起，中央人民广播电台华夏之声的普通话版和双语频率版合并。
2012年6月26日，中国交通广播的前身中国高速公路交通广播开播，同年9月26日，开播中央人民广播电台中国乡村之声。
2013年12月3日，国家应急广播中心在北京揭牌成立，设在中央人民广播电台。
2017年7月10日，中央人民广播电台都市之声停播，同日更名为“中央人民广播电台经典音乐广播”。
2018年3月21日，根据中共中央印发的《深化党和国家机构改革方案》，原中央电视台（中国国际电视台）、中央人民广播电台、中国国际广播电台合并，组建新的中央广播电视总台，作为国务院直属事业单位，归入中共中央宣传部领导。原中央电视台（中国国际电视台）、中央人民广播电台、中国国际广播电台建制撤销，但对内保留原呼号，对外统一呼号为“中国之声”。
2019年9月1日，中央人民广播电台華夏之声停播，同日更名为“中央广播电视总台大灣區之聲”。
2019年10月21日，中央人民广播电台娛樂廣播停播，同日更名为“中央广播电视总台閱讀之聲”。
2021年3月24日，中央人民广播电台中华之声停播，同日更名为“中央广播电视总台台海之声”。

## 服务
中央人民广播电台现共有广播节目17套与数字电视节目1套。中央人民广播电台目前共使用9种语言对全国广播，是一个多语言广播电台，广播节目每天播音300个小时以上，17套节目全部上星播出（中国交通广播仅转播北京版）。在重大灾害发生时，央广还会启动国家应急广播的播出。

### 旗下广播频道
| 頻道名稱     | 语言                         | 频道频率                         | 啟播時間                                                                                    | 頻道口號                     | 频道前身 | 備註                                                                                 |
| 中国之声     | 普通話                       | 全国频率不一                     | 1940年12月30日                                                                              | 立时代潮头，发时代先声       | 中央人民广播电台第一套节目                                                                                  | 对全国广播的新闻综合频率，全天24小时播出，全天大部分时段为直播节目。                 |
| 经济之声     | 普通話                       | 全国频率不一                     | 1954年5月30日                                                                               | 每一次倾听都有价值           | 中央人民广播电台第二套节目                                                                                  | 对全国广播的财经资讯频率，全天24小时播出。                                           |
| 音乐之声     | 普通話                       | 全国频率不一                     | 1960年5月1日                                                                                | 我要我的音乐                 | 中央人民广播电台第三套节目 中央人民广播电台文艺调频广播                                                     | 对全国广播的音乐频率，是中国大陆首个当代流行电台。                                   |
| 经典音乐广播 | 普通話                       | 北京：FM101.8                    | 1999年8月1日 （民族语言广播北京版） 2003年6月16日（都市之声） 2017年7月10日（经典音乐广播） |                              | 中央人民广播电台调频101.8兆赫 中央人民广播电台都市之声                                                      | 面向北京地区播出的专业音乐广播，主要播出交响乐、民族音乐、经典流行音乐。             |
| 台海之声     | 普通話                       | 大陆东南沿海、台湾全岛：AM549kHz | 1954年8月15日                                                                               |                              | 中央人民广播电台第五套节目（对台湾广播第一套节目） 中央人民广播电台中华之声                                 | 对台湾广播的新闻综合频率。                                                           |
| 神州之声     | 闽南语、客家话、普通话       |                                  | 1982年10月1日                                                                               |                              | 中央人民广播电台第六套节目（对台湾广播第二套节目） 中央人民广播电台华语世界（1995年7月31日-1997年12月31日） | 对台湾广播的方言文艺频率。                                                           |
| 大湾区之声   | 粤语、客家话、潮州话         |                                  | 1992年                                                                                      |                              | 中央人民广播电台第七套节目（华夏之声、对港澳及珠江三角洲地区广播）                                          | 面向粤港澳大湾区播出的频率。                                                         |
| 民族之声     | 蒙古语、鲜语                 |                                  | 1950年8月15日                                                                               |                              | 中央人民广播电台民族语言广播 中央人民广播电台对民族地区广播                                                 | 面向少数民族地区（主要为中国东北、西北地区）播出的广播频率。                         |
| 文艺之声     | 普通話                       | 北京：FM106.6                    | 2004年8月18日                                                                               | 生活裡的文艺，文艺裡的生活。 | | 面向北京地区播出，以娱乐节目为主。                                                   |
| 老年之声     | 普通話                       | 北京：AM1053                     | 2008年8月4日（奥运之声） 2009年1月1日 （老年之声）                                          |                              | 中央人民广播电台奥运之声 （2008年8月5日-8月24日）                                                           | 专为北京地区中老年群众推出的专业化广播频率。                                         |
| 藏语广播     | 藏语                         |                                  | 2009年3月1日                                                                                |                              | | 面向藏语地区播出的广播频率。                                                         |
| 阅读之声     | 普通話                       | 北京：AM747                      | 2009年10月28日                                                                              | 听书，听世界                 | 中央人民广播电台娱乐广播                                                                                    | 面向北京地区播出的以有声阅读为特色的广播频率。                                       |
| 维吾尔语广播 | 维吾尔语                     |                                  | 2010年12月17日                                                                              |                              | | 面向维吾尔语地区播出的广播频率。                                                     |
| 香港之声     | 普通话、粤语、客家话、潮州话 |                                  | 2011年11月7日（试播） 2012年9月19日（正式开播）                                             |                              | | 面向香港地区播出的广播频率。                                                         |
| 中国交通广播 | 普通話                       |                                  | 2012年6月21日（试播） 2012年6月26日（正式开播）                                             |                              | 中国高速公路交通广播                                                                                        | 唯一的国家交通广播，也是国家应急广播的重要组成部分，为全国出行人群提供资讯娱乐服务。 |
| 中国乡村之声 | 普通話                       |                                  | 2012年8月27日（试播） 2012年9月26日（正式开播）                                             |                              | | 中国国家对农广播和全国性对农公益广播                                                 |
| 哈萨克语广播 | 哈萨克语                     |                                  | 2015年1月1日                                                                                |                              | | 面向哈萨克语地区播出的广播频率。                                                     |

### 旗下电视频道
- 央广健康：原名为“家庭健康”频道，2004年11月28日开播，播放各类医疗健康节目。是央广开播的第一条电视频道。2019年7月1日零时起，该频道终止播映。
- 央广购物：2010年6月开播，是央广与美国电视购物频道QVC合作开办的频道，播放电视购物节目。

## 传送

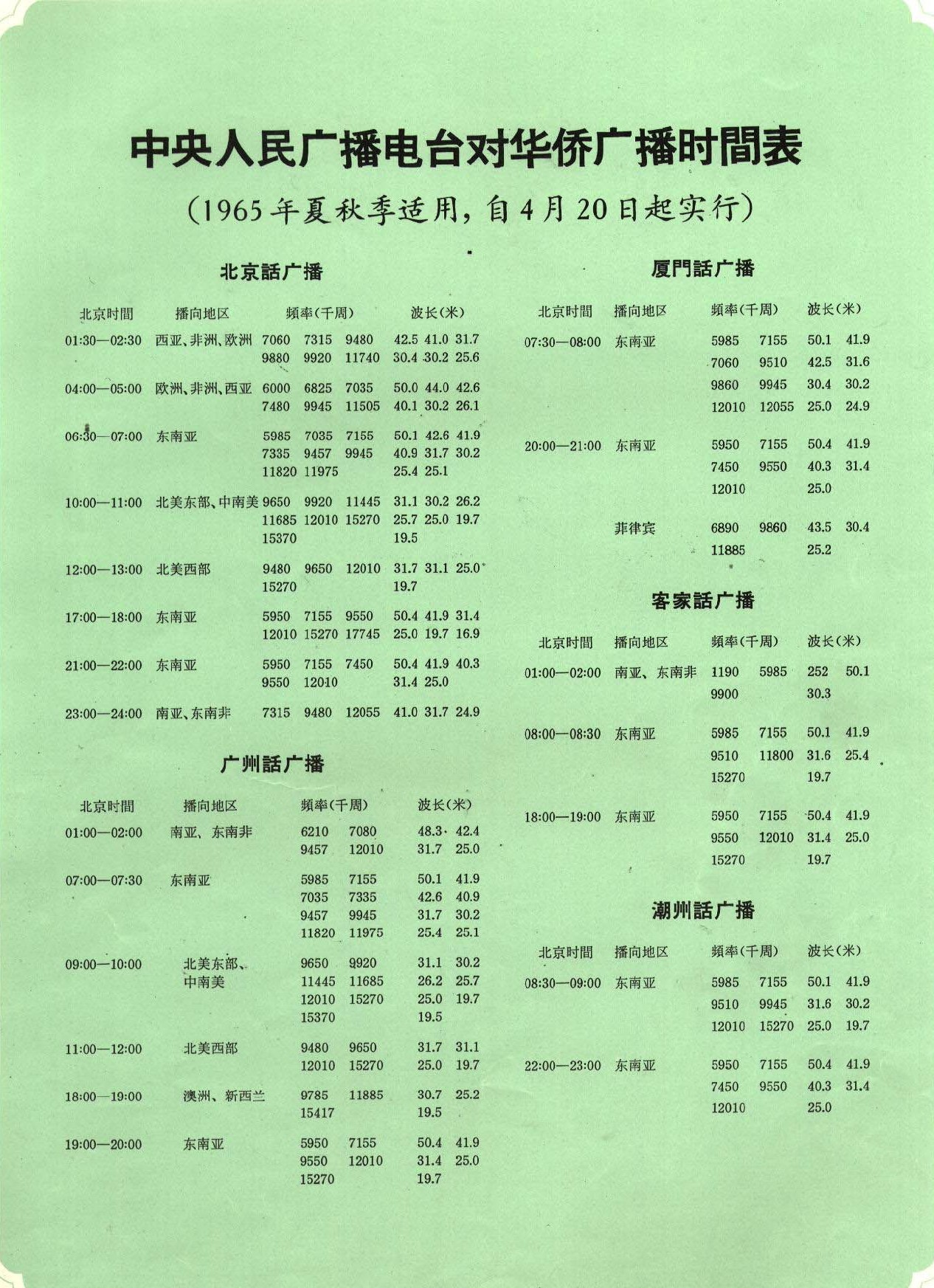
1965年中央人民广播电台对华侨广播（今中国国际广播电台华语广播）时间表。

### 收听方式
调频广播方面，目前大部分由各地市的广电部门组织中继，各地频率不同。通常都是先使用卫星天线接收下来，而后转化为调频信号输出。覆盖范围是中国大陆各地市的中心区域，在福建的福州、厦门等地也有专门为台湾外岛地区广播的调频频率覆盖。调频的频率一般是固定的。
中波广播方面，当前大部分是由各地市的广电部门组织中继，各地频率不同。接收与发送的原理、覆盖范围与调频相似。但特别地，国家新闻出版广电总局无线电台管理局还会通过在部分城市的直属大功率发射台使用中波对第一、二套等节目进行全国中波覆盖。同时中波还被设在福建的大功率中波站转播，用于对台湾地区广播。中波的播出频率一般是固定的。
短波广播方面，现时中央人民广播电台第1、 2、 5、 6、 8、 11、 13、 17套节目有短波广播，目的是为了实现大范围或者远距离覆盖。短波广播站分布在北京、青海格尔木、内蒙古海拉尔、山西灵石、广西南宁、河北石家庄、西藏拉萨、陕西咸阳、陕西宝鸡、甘肃合作、青海西宁、新疆乌鲁木齐等地，各个短波发射台通过卫星天线接收下来后，使用各个方向的定向天线发送短波，从而对全国各地进行广播，发射功率为100KW或150KW。短波播出的频率是不固定的，通常会在每年3月和10月进行调整。其覆盖范围包括了中国大陆、台湾以及中国周边国家，在深山或者在海上，都可以用短波接收到节目。
此外，听众也可以通过网络、地面波和卫星方式收听中央台全部节目（地面波转播其中的12个节目）。目前，中央人民广播电台的节目在“亚太6号”、“中星6B”、“中星9号”、“中星9B”上播出，可覆盖亚太地区。而大多数城市的有线电视服务同样有中央人民广播电台所有节目的传送。

### 合作播送
- 闽南话广播协作网由中央人民广播电台于2010年发起创立，现拥有海峡两岸二十余家闽南语电台成员台。
- 目前建立了全球华语广播网，已同40多个国家和地区的广播机构建立了业务合作关系。

## 知名节目
- 新闻和报纸摘要：中国之声每天早上6:30-7:00播出，遵照国家广电总局、中宣部之命令，全国各地方广播电台新聞或綜合頻道同时转播，为方便新疆/青海/西藏等地的听众收听，这一节目也会在7:00-7:30于经济之声重播，中国之声则在9:00-9:30重播。
- 新闻纵横：中国之声自1994年10月1日起于星期一至日早上7:00-7:20直播，2004年改为只在星期一至五播出，原为专门的舆论监督类节目，后在2008年和2010年两次扩版，自2010年起于每天7:00-9:00播出，节目内容以综合新闻为主，该节目获得“中国新闻名专栏”的奖项。
- 新闻进行时：最早为2001年第一套节目改版后的整点新闻节目，2004年，第一套节目改版为中国之声后，中国之声在星期六日时段推出《新闻直播间》节目，安排在周末早、午、晚时段播出的直播新闻节目，自2008年汶川地震后调整为白天大直播形式播出，2008年10月7日起更名为《央广新闻》。2019年10月15日更为现名至今；每天9:30-12:00、13:00-16:30播出，每逢半点更新一次，还设有记者连线，时事评论、股市快讯等环节。
- 全国新闻联播：中国之声每晚18:30-19:00播出，各地方广播电台綜合或新聞頻道同时转播。
- 小喇叭：中国之声每天20:00-20:30播出的儿童节目，部分地方台会转播该节目。
- 国防时空：每天6:00-6:30在中国之声播出，主要以台海、周边国家和热点军事新闻以及评论为主。

### 过往节目
- 整点新闻/半点新闻：第一套节目自2004年起改版为中国之声后在原有《新闻进行时》的基础上改版而来的即时新闻节目，在每个整点和半点播出，其中半点时段设有天气预报环节，2004年-2008年间在中国之声播出。
- 午间半小时/午间一小时：1987年-2004年于第一套节目播出，每天中午12点播出，为午间新闻性专题栏目，2001年1月1日扩版并更名为《午间一小时》。[24][25]
- 天地喜洋洋：周末下午时段播出，播出内容包括小品、相声，笑话和歌曲点播，答题闯关为主，2004年-2008年在中国之声播出。
- 娱乐新干线：周末播出的文艺节目，以中、青年听众为主要受众群体。报道最新、最快的音乐、影视、文化等方面的资讯，介绍新人物、新创作、新发行、新出版、新放映的听众喜爱的文艺作品，为听众提供发表艺术见解的平台，与听众展开互动。突出娱乐性、欣赏性、参与性，兼具一定的新闻性，此节目1999年1月-2007年12月间在第一套节目播出。[26]
- 旋转剧场：前身是在第一套节目每天中午12:30分播出的《广播剧和小说连播》节目，以广播剧、广播小说、情景喜剧、电视剧录音剪辑为主。2001年-2006年使用该名称，2006年后更名《午夜剧场》，2008年改版后一度停播，2011年改版后以《记录中国》的名义恢复播出。
- 晚报浏览、早报早读：中央人民广播电台和全国各地主流报刊共同打造的读报节目，前者为每天晚间时段播出，早报早读自2005年起为星期一至星期五早间时段播出，2000年10月-2008年3月在第一套节目播出。
- 中央农业广播学校：中央人民广播电台在第一套节目中面向全国播出的农业教学广播节目，1981年7月13日开校，节目早先播出中专学历教育教学内容，1999年4月21日起此节目更名为《致富早班车》[27]，内容转变为实用技术专题讲座，20后期节目更名《致富快车》，2020年1月1日停播。
- 千里共良宵：中国之声著名的午夜音乐、情感类节目，由1998年开播的子夜星河以及2005年-2009年播出的神州夜航合并而来，2004年-2008年间逢星期六日于中国之声晚间时段播出，2008年8月25日-2020年7月1日期间则在每天凌晨0:00-2:00播出。自2020年7月2日起，该节目移至中央广播电视总台音频客户端《云听》播出，2022年9月末后暂停制作。
- 全球华语广播网：中国之声2007年11月26日-2020年6月30日期间的午间新闻节目，每天12:00-13:00播出，主要播出国际新闻。
- 今晚八点半：专题性文艺节目，每晚20:30在第一套节目播出，时长60分钟，1987年-1998年间播出。
- 记录新闻：面向地方各报社、电台等播出的新闻节目，时长3小时，语速缓慢，并不时插入解释性文字，以便于各地准确抄收。1950年-1970年代后期在第一套和第二套节目交叉播出，

### 直属企业
- 中央少年广播合唱团：隶属于中央人民广播电台的少年课余表演团体，创建于1951年7月，是中华人民共和国最早成立的童声合唱团，也是中国大陆第一个高水平的少年儿童课余表演团体。
- 中国广播音像出版社：创建于1988年9月。
- 央广新媒体文化传媒（北京）有限公司
- 银河互联网电视有限公司：创建于2012年，由央广新媒体文化传媒(北京)有限公司、江苏省广播电视总台（集团）、北京爱奇艺科技有限公司共同出资。

### 历任台长
- 左漠野
- 杨兆麟
- 杨正泉（1985年－1993年）
- 同向荣（1993年－1996年）
- 安景林（1996年－1999年）
- 杨波（1999年－2007年）
- 王求（2007年－2015年）
- 阎晓明（2015年－2018年）